# Haut-Shippagan
Haut-Shippagan est un village de la Péninsule acadienne, dans le comté de Gloucester, au nord-est de la province canadienne du Nouveau-Brunswick. Le village a le statut de DSL. Dans le cadre de la réforme de la gouvernance locale du 1er janvier 2023, le DSL a été annexé à la ville de Shippagan.

## Toponyme
Haut-Shippagan est nommé ainsi d'après sa position près de Shippagan.
Le toponyme Shippagan vient du micmac Sepagun-chiche, qui signifie « passage des canards ». Ce nom serait composé de trois racines principales : sebaase (passer), owokun (portage ou passage) et chiche (canard). Le nom ferait allusion à la région et non au lieu précis. Il se prononce Chipagan, et non Chipagane.
Le nom de la ville eut différentes orthographes. Malgré le fait que Jacques Cartier, Samuel de Champlain et Nicolas Denys aient tous exploré la région, aucun n'a mentionné le nom Shippagan. Le nom est mentionné pour la première fois en 1656 lorsque Ignace de Paris, un missionnaire capucin, propose dans une lettre à ses supérieurs d'établir des postes de missionnaires en quatre ou cinq lieux de l'Acadie, dont Miscou et Cibaguensi, une version en latin du toponyme.
Au XVIIIe siècle, la forme la plus courante du nom était Chipagan et quelques variantes. Certains anglophones utilisaient l'orthographe française mais celle anglaise s'imposa à partir du début du XIXe siècle, avec quelques variantes, dont Shipagan, Ship-a-gang, Shipegan, Shippegan, Shippigan et Shippagan. Le nom officiel de la ville, qui était auparavant Town of Shippagan, fut changé en Shippagan le 9 septembre 2009.
Un village du XVIIIe siècle situé sur le site de l'actuel Bas-Caraquet s'appelait Chipagan.

## Géographie

Carte topographique de Haut-Shippagan est des environs.

### Situation
Haut-Shippagan est situé dans la péninsule acadienne, à 68 kilomètres à l'est de Bathurst et directement à l'ouest de Shippagan, d'où son nom.
Haut-Shippagan est limitrophe de Pointe-Brûlée au nord-est et de Shippagan à l'est. Le village est bordé par la baie Saint-Simon à l'ouest.
Haut-Shippagan est généralement considéré comme faisant partie de l'Acadie.

### Topographie
Haut-Shippagan est situé dans la plaine de Shippagan, où l'altitude dépasse à peine le niveau de la mer.
Le village est bordé à l'ouest par la baie Saint-Simon. Le relief forme une presqu'île, dont les deux principales pointes sont la pointe à Pascal au sud et la pointe de Pruche, au nord. Cette dernière délimite l'entrée de la baie Brûlée, au bord de laquelle s'élève le centre du village.
Une grande partie du territoire est couvert de tourbière.

### Géologie
Le sous-sol de Haut-Shippagan est composé principalement de roches sédimentaires du groupe de Pictou datant du Pennsylvanien (entre 300 et 311 millions d'années).

### Transport
Haut-Shippagan est accessible grâce à la route 113 via Shippagan. Depuis quelques décennies, le projet du pont de la Péninsule prévoit la construction d'un pont reliant Haut-Shippagan au hameau de Morais à Bas-Caraquet, ce qui permettrait d'améliorer l'accès de la région de Shippagan, de l'île de Lamèque et de Miscou.

## Histoire
Haut-Shippagan est situé dans le territoire historique des Micmacs, plus précisément dans le district de Sigenigteoag, qui comprend l'actuel côte Est du Nouveau-Brunswick, jusqu'à la baie de Fundy.
Selon ce que rapporte Donat Robichaud, la région est visitée par des pêcheurs Normands et Bretons dès la fin du XIIIe siècle. Les Bretons sont en fait bien établis avant 1536. Les Basques chassent la baleine en Europe à partir du XIIe siècle ou plus tôt mais, à la suite de l'effondrement de la population de ces cétacés, commencent à les chasser au sud du Labrador au XVIe siècle, en plus de pêcher la morue. Ces pêcheurs viennent surtout du Pays basque espagnol mais ceux du Pays basque français deviennent de plus en plus nombreux. Ils sont déjà bien installés vers 1540. Contrairement à une idée répandue, ils n'ont pas chassés la baleine de plus en plus loin jusqu'à atteindre l'Amérique mais s'y sont rendus directement. Vers 1632, les pêcheurs de morue basques se déplacent dans des endroits plus reculés, dont Caraquet, Paspébiac et Shippagan, notamment pour éviter les attaques des Inuits et des pirates anglais ou danois, mais aussi à cause de la baisse de la population de baleine et de l'ouverture de la pêche au Svalbard. La pêche basque dans la région dure sans encombre jusque vers la fin du XVIIe siècle.
Le 17 août 1693, le Conseil souverain donne la concession de Pokemouche à Philippe Hesnault, de Nipisiguit, lui ajoutant trois lieues de largeur de chaque côté de la vallée, pour un total de huit lieues par quatre, un territoire qui inclut le site de Haut-Shippagan. Michel Degrez, qui possédait auparavant la seigneurie, devait 200 livres à Hesnault, ce qui explique probablement cette décision. Hesnault ne s'établit pas sur les lieux et d'autres marchands en profitent pour chasser sur ses terres. Il porte plainte au Conseil et obtient gain de cause le 30 août 1705 contre le directeur général de la Compagnie de Mont-Louis, Jean de Clarmont. On ne sait pas avec précision ce qui est arrivé au fief de Pokemouche après la mort d'Hesnault.

## Chronologie municipale
1786: La paroisse d'Alnwick est érigée dans le comté de Northumberland
.
1814: La paroisse de Saumarez est créée à partir de portions de la paroisse d'Alnwick et d'un territoire non organisé.
1826: Le comté de Gloucester est créé à partir des paroisses de Saumarez et de Beresford, du comté de Northumberland.
1831: La paroisse de Caraquet est créée à partir d'une portion de la paroisse de Saumarez.
1851: La paroisse de Shippagan est créée à partir d'une portion de la paroisse de Caraquet.
1851: La paroisse d'Inkerman est créée à partir de portions des paroisses de Caraquet et de Shippagan.
1867: Confédération canadienne.
Années 1870: Le comté de Gloucester est constitué en municipalité.
1947: Shippagan est constitué en municipalité dans le territoire de la paroisse.
1958: Le village de Shippagan obtient le statut de ville.
1966: La municipalité du comté de Gloucester est dissoute. La paroisse de Shippagan devient un District de services locaux. Des portions de la paroisse sont détachées pour former le village de Lamèque ainsi que les DSL de Le Goulet, de Sainte-Marie-sur-Mer et de Saint-Raphaël-sur-Mer.
1968: Le DSL de Pointe-Brûlée est créé à partir d'une portion de la paroisse de Shippagan.
1974: Le DSL de Pointe-Sauvage est créé à partir d'une portion de la paroisse de Shippagan.
1984: Les DSL de Baie-du-Petit-Pokemouche, Chemin-Coteau, de Chiasson-Savoy, de Cap-Bateau, de Haut-Lamèque, de Haut-Shippagan, de Miscou, de Petite-Lamèque, de Pointe-Alexandre, de Pointe-Canot, de Pigeon Hill, du Portage de Shippagan et de Sainte-Cécile sont créés à partir de portions de la paroisse de Shippagan.

## Démographie
(août 2016).
Le village comptait 298 habitants en 2006, comparativement à 284 en 2001, soit une hausse de 4,9 %. Il y avait 152 logements privés, dont 122 occupés par des résidents habituels.

## Économie
La pêche est importante dans l'économie locale. De nombreux habitants travaillent à Shippagan, qui possède des commerces, un parc industriel et des services publics. Entreprise Péninsule, un organisme basé à Tracadie-Sheila faisant partie du réseau Entreprise, a la responsabilité du développement économique de la région.

## Administration

### Comité consultatif
En tant que district de services locaux, Haut-Shippagan est administré directement par le Ministère des Gouvernements locaux du Nouveau-Brunswick, secondé par un comité consultatif élu composé de cinq membres dont un président.
| Période                                  | Période | Identité | Étiquette | Qualité |
| ---------------------------------------- | ------- | -------- | --------- | ------- |
|                                          |         |          |           |         |
|                                          |         |          |           |         |
| Les données manquantes sont à compléter. |         |          |           |         |

### Commission de services régionaux
Haut-Shippagan fait partie de la Région 4, une commission de services régionaux (CSR) devant commencer officiellement ses activités le 1er janvier 2013. Contrairement aux municipalités, les DSL sont représentés au conseil par un nombre de représentants proportionnel à leur population et leur assiette fiscale. Ces représentants sont élus par les présidents des DSL mais sont nommés par le gouvernement s'il n'y a pas assez de présidents en fonction. Les services obligatoirement offerts par les CSR sont l'aménagement régional, l'aménagement local dans le cas des DSL, la gestion des déchets solides, la planification des mesures d'urgence ainsi que la collaboration en matière de services de police, la planification et le partage des coûts des infrastructures régionales de sport, de loisirs et de culture; d'autres services pourraient s'ajouter à cette liste.

### Représentation
Nouveau-Brunswick : Haut-Shippagan fait partie de la circonscription de Lamèque-Shippagan-Miscou, qui est représentée à l'Assemblée législative du Nouveau-Brunswick par Paul Robichaud, du Parti progressiste-conservateur. Il fut élu en 1999 puis réélu depuis ce temps.
 Canada : Haut-Shippagan fait partie de la circonscription fédérale d'Acadie-Bathurst. Cette circonscription est représentée à la Chambre des communes du Canada par Yvon Godin, du NPD. Il fut élu lors de l'élection de 1997 contre le député sortant Doug Young, en raison du mécontentement provoqué par une réforme du régime d’assurance-emploi.

### Regroupement
Dans la foulée du projet une péninsule une ville des années 1990, un projet de regroupement municipal plus modeste, centré autour de Shippagan, est lancé en 2012. Les premières consultations publiques ont lieu en mars 2016 et un plébiscite doit avoir lieu le 14 novembre suivant.

## Vivre à Haut-Shippagan

### Éducation
Les élèves francophones bénéficient d'écoles à Shippagan. La ville de Shippagan possède également le CCNB-Péninsule acadienne et un campus de l'Université de Moncton.
Les anglophones bénéficient d'une école à Brantville accueillant les élèves de la maternelle à la huitième année. Ils doivent ensuite poursuivre leurs études à Miramichi. Les établissements d'enseignement supérieurs anglophones les plus proches sont à Fredericton ou Miramichi.
Il y a une bibliothèque publique à Shippagan.

### Autres services publics
La population est en grande partie dépendante de localités voisines, notamment Shippagan, pour les loisirs et les services. Le bureau de poste et le détachement de la Gendarmerie royale du Canada les plus proches sont d'ailleurs situés à Shippagan. Cette ville dispose d'un poste d'Ambulance Nouveau-Brunswick alors que l'hôpital le plus est à Lamèque. Le village possède tout de même le parc provincial de Shippagan. Il dispose d'une plage d'eau salée non surveillée, de vestiaires, de toilettes, d'un stationnement, d'un terrain de camping, d'un terrain de jeux, d'une aire de pique-nique et d'un amphithéâtre.
Existant depuis le 20 juillet 1995, la Commission de gestion des déchets solides de la Péninsule acadienne (COGEDES) a son siège-social à Caraquet. Les déchets sont transférés au centre de transbordement de Tracadie-Sheila et les matières non-recyclables sont ensuite enfouies à Allardville.
Les francophones bénéficient du quotidien L'Acadie nouvelle, publié à Caraquet, ainsi que de l'hebdomadaire L'Étoile, de Dieppe. Les anglophones bénéficient quant à eux du quotidien Telegraph-Journal, publié à Saint-Jean.

## Culture

### Personnalités
- Jocelyne Roy-Vienneau, lieutenante-gouevrneure du Nouveau-Brunswick.